# Elaphoglossum papillosum
Elaphoglossum papillosum är en träjonväxtart som först beskrevs av Bak., och fick sitt nu gällande namn av Hermann Christ. Elaphoglossum papillosum ingår i släktet Elaphoglossum och familjen Dryopteridaceae. Inga underarter finns listade.